# Clima subtropical humit

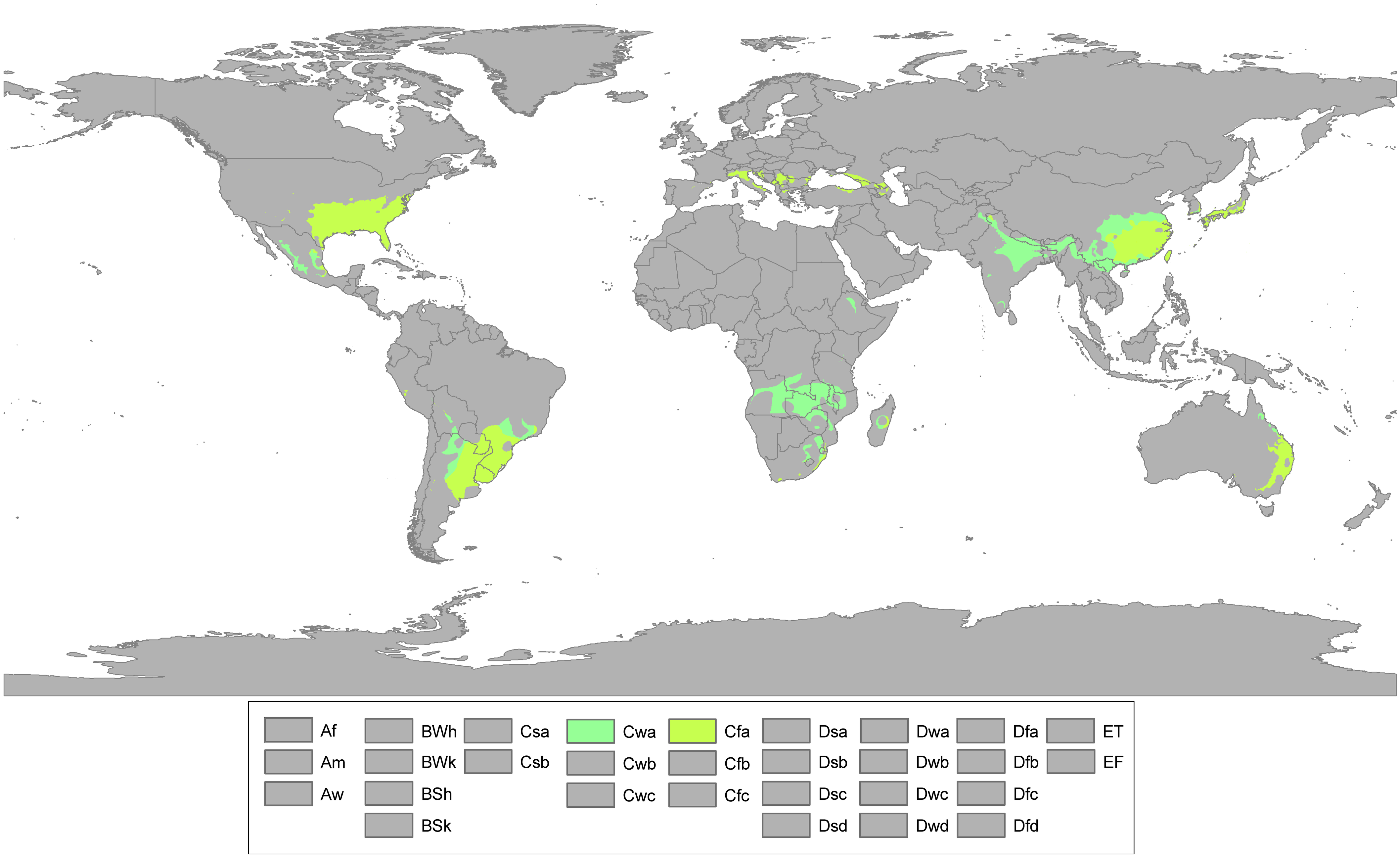
Zones climàtiques amb el clima temperat càlid i estius calents, segons la classificació climàtica modificada de Köppen durant el mes més fred.
Cfa
Cwa

El clima subtropical humit és aquell tipus de clima subtropical caracteritzat per estius càlids i humits i hiverns frescos. Les regions amb aquest clima se solen designar amb les abreviatures Cfa i Cwa segons la classificació climàtica de Köppen. Es diferencia del clima tropical per l'estació d'hivern força definida i del clima mediterrani pels estius humits amb precipitacions abundants. Les masses d'aire estant sotmeses a fluxos meridians, les temperatures poden augmentar o descendir bruscament.
En general, a causa de la humitat més alta i la seva manca d'estabilitat que pot donar variacions relativament brusques de temperatura en qualsevol època de l'any, el clima subtropical humit és menys agradable que el clima mediterrani.
Una variant del clima subtropical humit és el clima sínic. El mot "sínic" es va originar en el fet que aquest tipus de clima és molt característic de certes regions de la Xina.

## Zona subtropical humida
La zona subtropical humida es troba a les mateixes latituds que la zona mediterrània, entre 25 i 45°, tant a l'hemisferi nord com a l'hemisferi sud, però a les façanes orientals dels continents, al contrari de les zones de clima mediterrani. Tot i així, dins dels litorals de l'est de cada zona continental hi ha variacions particulars quant a les precipitacions i temperatures, com les nevades abundants al nord del Japó i al Québec l'hivern. Aquestes no són característiques de les zones subtropicals i exclouen aquestes regions.